# Dragana Svitlica
Dragana Svitlica (ur. 8 października 1988) – bośniacka koszykarka grająca na pozycji środkowej, obecnie zawodniczka Orlovi Banja Luka.
27 czerwca 2017 podpisała umowę ze Ślęzą Wrocław. Z powodu nie przejścia testów medycznych 
klub zwolnił ją jeszcze przed rozpoczęciem sezonu – 29 sierpnia.
12 stycznia 2020 dołączyła do bośniackiego zespołu Orlovi Banja Luka.

## Osiągnięcia
Stan na 12 stycznia 2020, na podstawie, o ile nie zaznaczono inaczej.
Drużynowe
- Wicemistrzyni Bośni i Hercegowiny (2007)
- Zdobywczyni pucharu:
  - Bośni i Hercegowiny (2007)
  - Republiki Serbskiej (2006, 2007)
  - Węgier - Ferenc Hepp Memorial Cup (2014)[7]

Indywidualne
- Środkowa roku ligi węgierskiej (2014 według eurobasket.com)[7]
- Zaliczona do (przez eurobasket.com):
  - I składu ligi węgierskiej (2014)[7]

Reprezentacja
- Uczestniczka kwalifikacji do Eurobasketu (2009)